# الخطوط الجوية السريلانكية
الخطوط الجوية السريلانكية (بالسنهالية: ශ්‍රී ලංකන් ගුවන් සේවය)‏(بالتاميلية: இலங்கை விமான சேவை)‏ هي شركة الطيران الوطنية في سريلانكا، يقع مقرها الرئيسي في العاصمة كولومبو، وتتخذ من مطار باندارانيكا الدولي مركزاً لعملياتها، تقدم الخطوط الجوية السريلانكية خدماتها لأكثر من 30 وجهة في آسيا، أوروبا، أفريقيا.

## الوجهات
تدير السريلانكية حاليًا شبكة خطوط تتكون من 117 وجهة واتفاقيات رمز مشترك مع شركات طيران أخرى لتقديم خدمات لما مجموعه 42 مدينة في 20 دولة. تسمح شراكاته الداخلية وعضويته في تحالف عالم واحد بتقديم اتصال للركاب بأكثر من 1000 مدينة في 160 دولة.

### اتفاقيات الرمز المشترك
لدى الخطوط الجوية السريلانكية اتفاقية الرمز المشترك مع الشركات التالية:
- طيران كندا
- طيران الهند
- الخطوط الجوية الأمريكية
- خطوط آسيانا الجوية
- Cinnamon Air
- الاتحاد للطيران
- الخطوط الجوية الإثيوبية[6]
- فين إير
- طيران الخليج
- الخطوط الجوية اليابانية
- الخطوط الجوية الماليزية
- Myanmar Airways International
- الطيران العماني
- الخطوط الجوية القطرية

### الاتفاقات المشتركة
أبرمت الخطوط الجوية السريلانكية اتفاقيات مشتركة مع شركات الطيران التالية:
- الخطوط الجوية الدولية الباكستانية

## الأسطول

### الأسطول الحالي

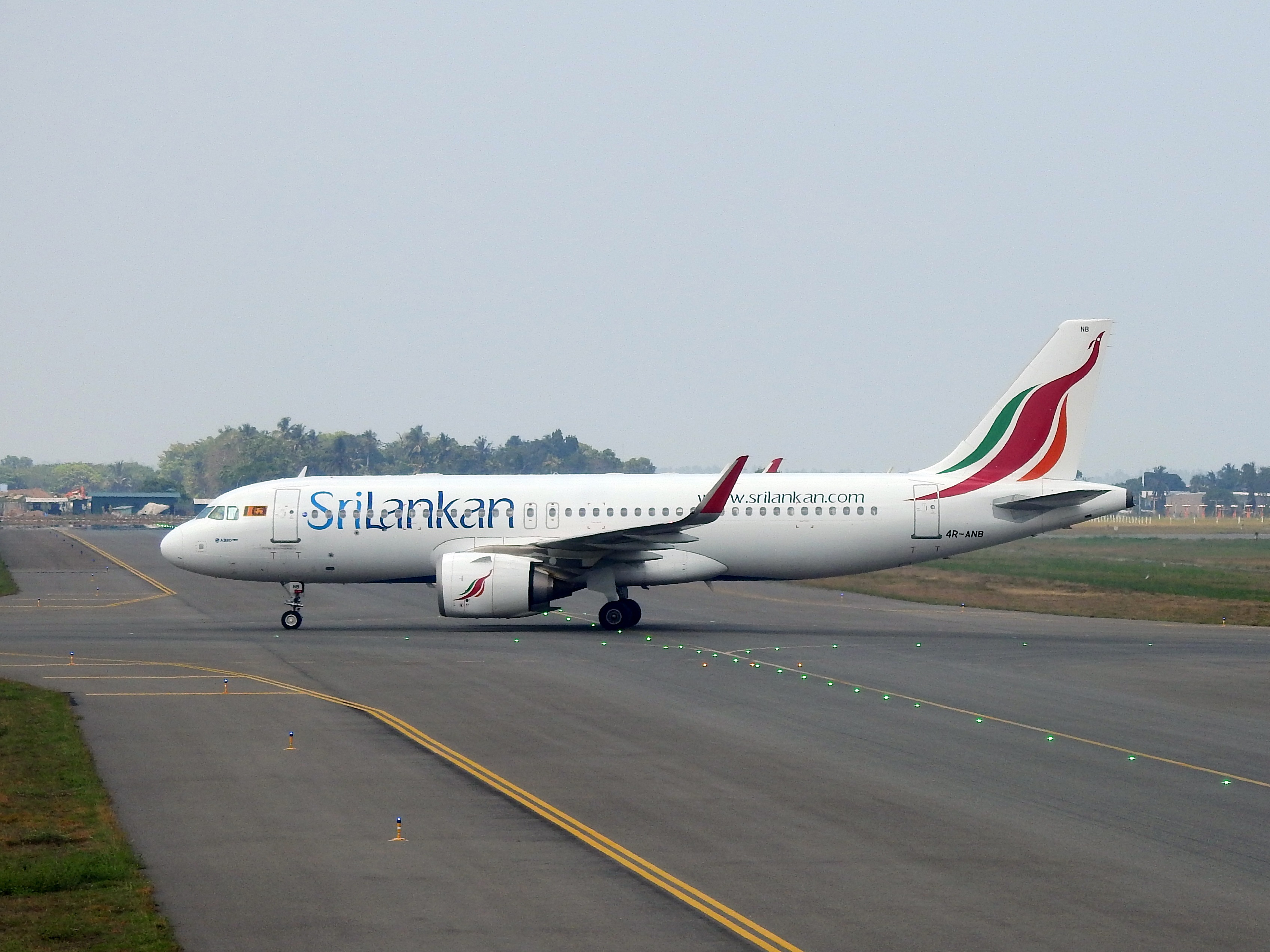
A SriLankan Airbus A320neo

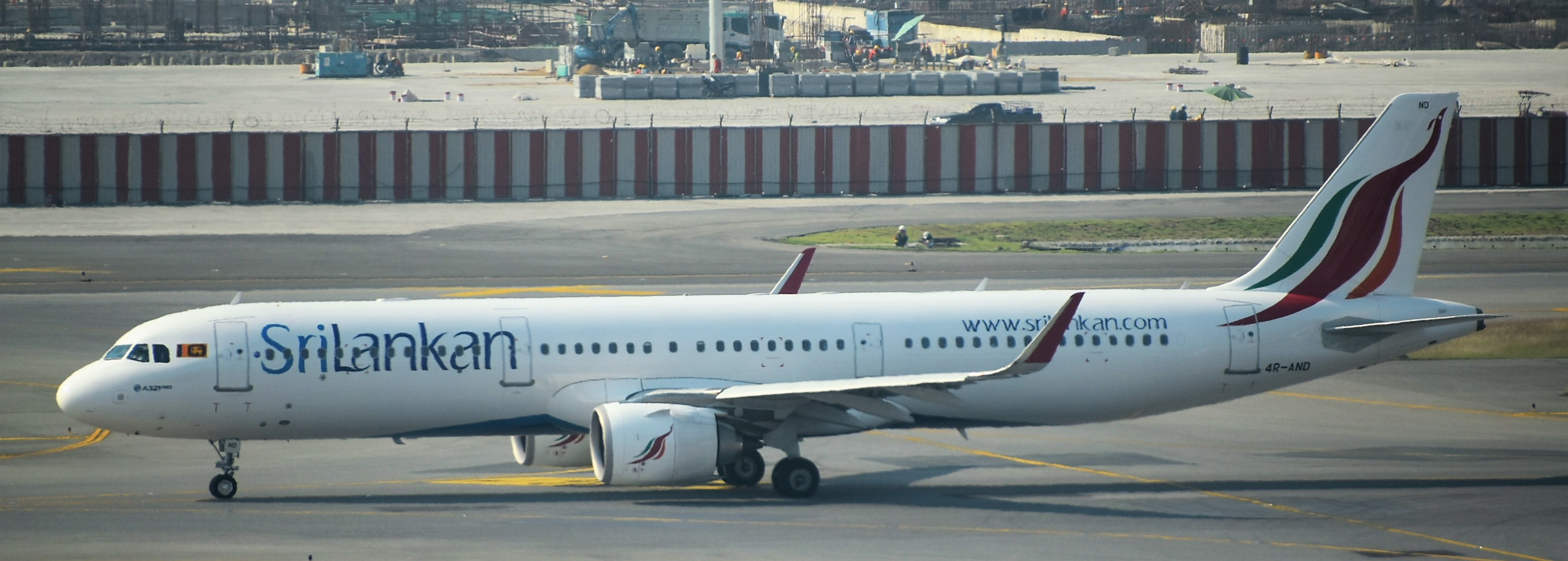
A SriLankan Airbus A321neo

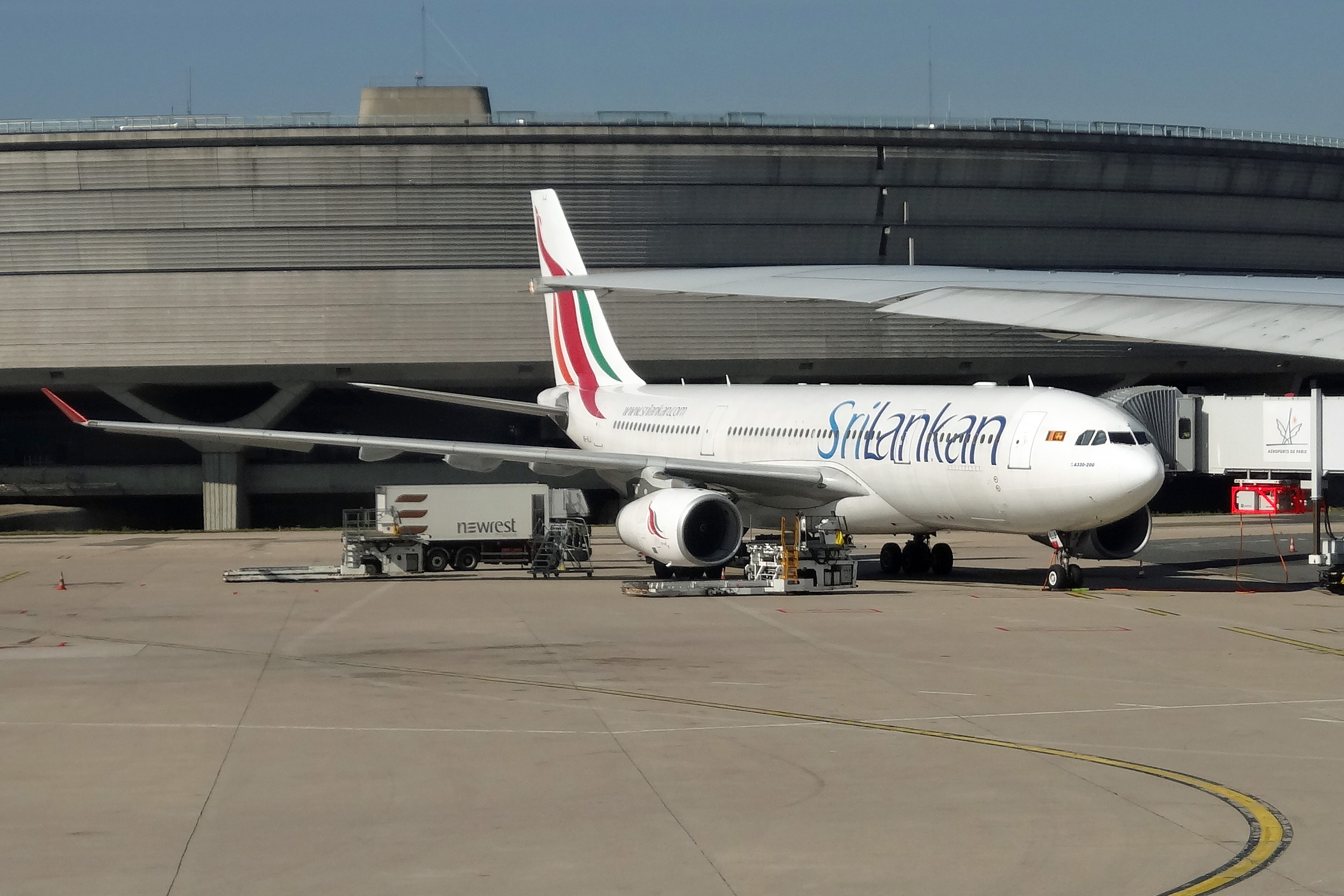
A330-200

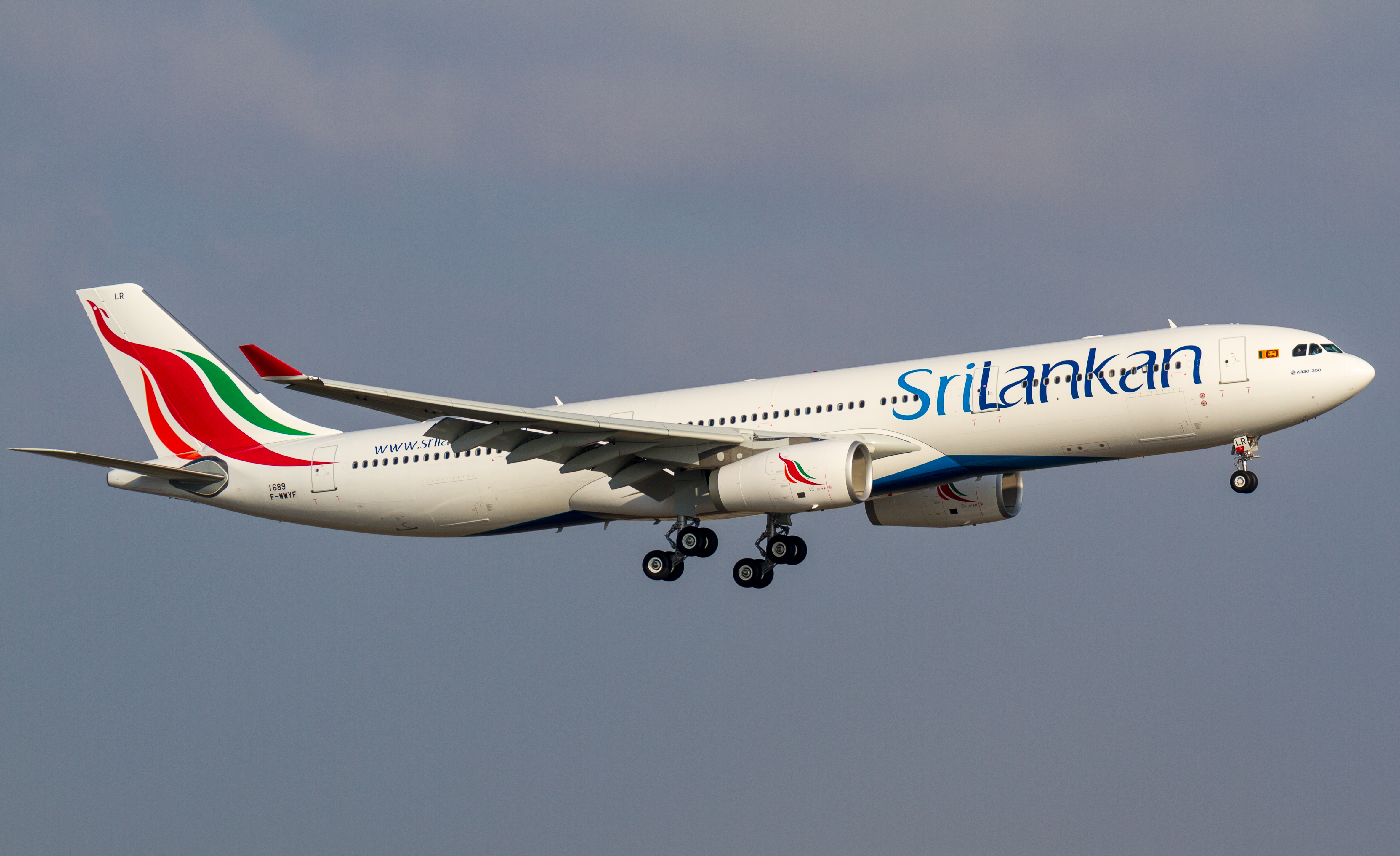
طائرة إيرباص إيه 330 تابعة للسريلانكية

اعتبارًا من ديسمبر 2022، تشغل الخطوط الجوية السريلانكية أسطولًا من طائرات إيرباص يتكون من الطائرات:
| الطائرة                  | في الخدمة | مطلوبة | الركاب       | الركاب   | الركاب  | ملاحظات                      |
| الطائرة                  | في الخدمة | مطلوبة | رجال الأعمال | السياحية | المجموع | ملاحظات                      |
| ------------------------ | --------- | ------ | ------------ | -------- | ------- | ---------------------------- |
| إيرباص إيه 320           | 5         | —      | 16           | 120      | 136     | مطلية بطلاء تحالف عالم واحد. |
| إيرباص إيه 320           | 5         | —      | 12           | 138      | 150     | مطلية بطلاء تحالف عالم واحد. |
| إيرباص إيه 320           | 5         | —      | 12           | 150      | 162     | مطلية بطلاء تحالف عالم واحد. |
| عائلة إيرباص إيه 320 نيو | 2         | —      | 12           | 138      | 150     |                              |
| إيرباص إيه 321           | 1         | —      | 16           | 153      | 169     |                              |
| عائلة إيرباص إيه 320 نيو | 4         | —      | 12           | 176      | 188     |                              |
| إيرباص إيه 330           | 5         | —      | 18           | 251      | 269     | مطلية بطلاء تحالف عالم واحد. |
| إيرباص إيه 330           | 5         | —      | 18           | 252      | 270     | مطلية بطلاء تحالف عالم واحد. |
| إيرباص إيه 330           | 7         | —      | 28           | 269      | 297     |                              |
| المجموع                  | 24        | —      |              |          |         |                              |

### الأسطول التاريخي
| الطائرة                  | المجموع | أدخلت | سحبت | ملاحظات                               |
| ------------------------ | ------- | ----- | ---- | ------------------------------------- |
| إيرباص إيه 300           | 1       | 2000  | 2000 |                                       |
| إيرباص إيه 319           | 1       | 2016  | 2016 |                                       |
| إيرباص إيه 330           | 2       | 2000  | 2020 | دمرت في هجوم مطار باندارنيك في 2001   |
| إيرباص إيه 340           | 7       | 1994  | 2016 | أول شركة طيران آسيوية تشغل هذا النوع. |
| بوينغ 707                | 3       | 1979  | 1983 |                                       |
| بوينغ 737                | 6       | 1980  | 1995 |                                       |
| بوينغ 737 كلاسيك         | 1       | 1992  | 1992 |                                       |
| بوينغ 747                | 2       | 1984  | 1987 |                                       |
| بوينغ 767                | 1       | 2010  | 2010 |                                       |
| لوكهيد إل-1011 تراي ستار | 18      | 1980  | 2000 |                                       |
| لوكهيد إل-1011 تراي ستار | 1       | 1980  | 1986 | دمرت خلال رحلة طيران لانكا 512        |

## وصلات خارجية
- الموقع الرسمي للشركة (بالإنجليزية)
- تفاصيل أسطول الخطوط الجوية السريلانكية (بالإنجليزية)